# Helius yindi
Helius yindi là một loài ruồi trong họ Limoniidae. Chúng phân bố ở miền Australasia.